# Hacking at Random

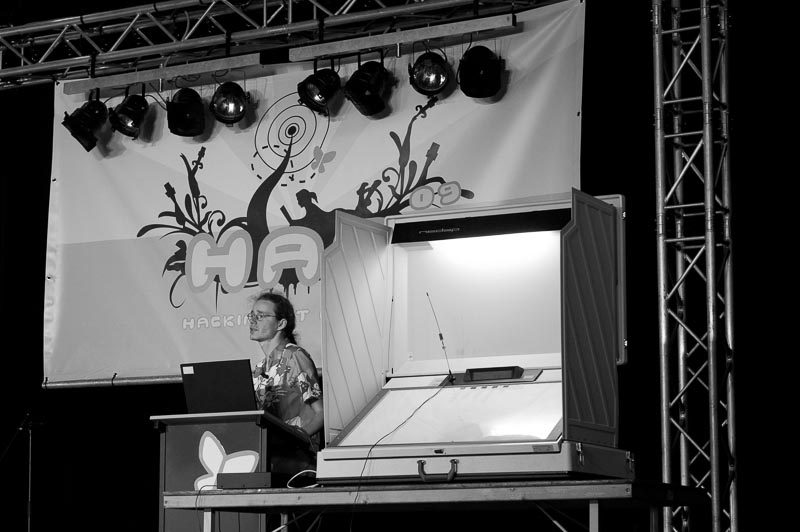
Lezing op HAR2009

Hacking at Random of HAR2009 was een hackersconferentie en openluchtfestival in Vierhouten in 2009. Het was de zesde in een vierjarige reeks die in 1989 begon met de Galactic Hacker Party en waarvan May Contain Hackers in 2022 de meest recente was. Over de bezoekersaantallen spreken de bronnen elkaar tegen, doch een aantal van 2300 lijkt een redelijke aanname. Het festival was uitverkocht.

## Organisatie
Volgens de eigen site werd de van oudsher organiserende groep mensen (rond Hack-Tic en XS4ALL) voor deze bijeenkomst afgelost door en/of aangevuld met een "nieuwe generatie". Op alle bijeenkomsten in deze reeks wordt iedereen geacht vrijwilliger te zijn en te helpen met de dagelijkse beslommeringen van het kamp. Alleen houders van een zogenaamd business ticket en vertegenwoordigers van de politie (aanwezig sinds 1997, met een mobiele politiepost sinds 2005) zijn daarvan uitgezonderd.

Om de bezoekers te voorzien van de beste verbindingen (het festival heeft op dat gebied een naam op te houden), werd een breedbandnetwerk over glasvezel met een capaciteit van 1 Gb/s tot in elke tent aangelegd en had men de beschikking over een eigen gsm-telefooncentrale.

Door consumptiemunten na te maken met een 3D-printer, lukte het enkele deelnemers om, zoals ze dat uitdrukten, het festival zelf te hacken.

## Lezingen en workshops
Het conferentieprogramma telde een kleine 100 sprekers over uiteenlopende onderwerpen als censuur op internet, dataretentie, beveiliging van betalingsverkeer, hackerspaces, de rechtszaak van stichting BREIN tegen FTD en Usenet, netwerkbeveiliging en phishing. Ook privacywaakhond Bits of Freedom en Wikileaks, in de persoon van voorman Julian Assange, waren op HAR2009 aanwezig.
Galactic Hacker Party 1989 · Hacking at the End of the Universe 1993 · Hacking in Progress 1997 · Hackers at Large 2001 · What the Hack 2005 · Hacking at Random 2009 · Observe. Hack. Make. 2013 · Still Hacking Anyway 2017